# Récicourt
Récicourt település Franciaországban, Meuse megyében. Lakosainak száma 150 fő (2022. január 1.). Récicourt Aubréville, Béthelainville, Brabant-en-Argonne, Clermont-en-Argonne, Dombasle-en-Argonne és Montzéville községekkel határos.

## Népesség
A település népessége az elmúlt években az alábbi módon változott:
| Lakosok száma | 174  | 171  | 167  | 164  | 161  | 157  | 154  | 150  |
|               | 2013 | 2015 | 2017 | 2018 | 2019 | 2020 | 2021 | 2022 |